# Chrysonoma fascialis
Espèce
Chrysonoma fascialis est une espèce de lépidoptère de la famille des Oecophoridae.

## Description
Ce papillon a les ailes antérieures jaune rayées de brun tandis que les ailes postérieures sont brunes.
Il a une envergure de 2 cm.

## Répartition
Cette espèce se trouve dans l'est de l'Australie.

## Alimentation
Sa chenille se nourrit sur les Eucalyptus et les Lophostemons

## Synonyme
- Oecophora bimaculella